# 毛里塔尼亞—俄羅斯關係
毛里塔尼亞－俄羅斯关系（俄语：Российско-мавританские отношения），是指俄羅斯聯邦和毛里塔尼亞伊斯蘭共和國之間的雙邊關係。

## 歷史

### 蘇聯時代
當毛里塔尼亞在1960年從法國獨立並申請為聯合國會員，但聯合國安全理事會常任理事國之一的蘇聯行使否決權，這是由於美國反對蒙古人民共和國加入聯合國，因此蘇聯亦反對毛里塔尼亞成為聯合國會員，作為報復；最終美國同意蒙古加入聯合國，蘇聯亦不再反對毛里塔尼亞加入聯合國，而毛里塔尼亞在1961年10月27日加入聯合國。蘇聯和毛里塔尼亞日於1964年7月12日建立外交關係，兩國又於1966年10月17日簽訂貿易協定。在1973年2月20日，兩國就於莫斯科的漁業合作簽訂協議，又在1966年10月17日於努瓦克肖特簽署進一步的條約。

### 俄羅斯聯邦時代
俄羅斯在毛里塔尼亚首都努瓦克肖特設有大使館，毛里塔尼亞亦在莫斯科設大使館。目前的俄羅斯駐毛里塔尼亞大使為弗拉基米爾·巴爾巴可夫，由時任俄羅斯總統梅德韋傑夫於2008年8月17日任命，而當前毛里塔尼亞駐俄羅斯大使是布勒·烏爾德·毛該，在2007年12月11日向俄羅斯總統普京递交国书。